# アベジャネーダ・パルティード
アベジャネーダ・パルティード（スペイン語: Partido de Avellaneda）は、アルゼンチン・ブエノスアイレス州のパルティード（第2レベルの行政区分）である。政庁所在地はアベジャネーダ・セントロ（パルティード名称と区別するために、この項では単一の自治体をアベジャネーダ・セントロと呼ぶ）である。1904年に現行名称に改名されるまでは、バラカス・アル・スド・パルティード（南のバラック）という名称だった。現行名称はニコラス・アベジャネーダ元大統領に因んでいる。

## 地理

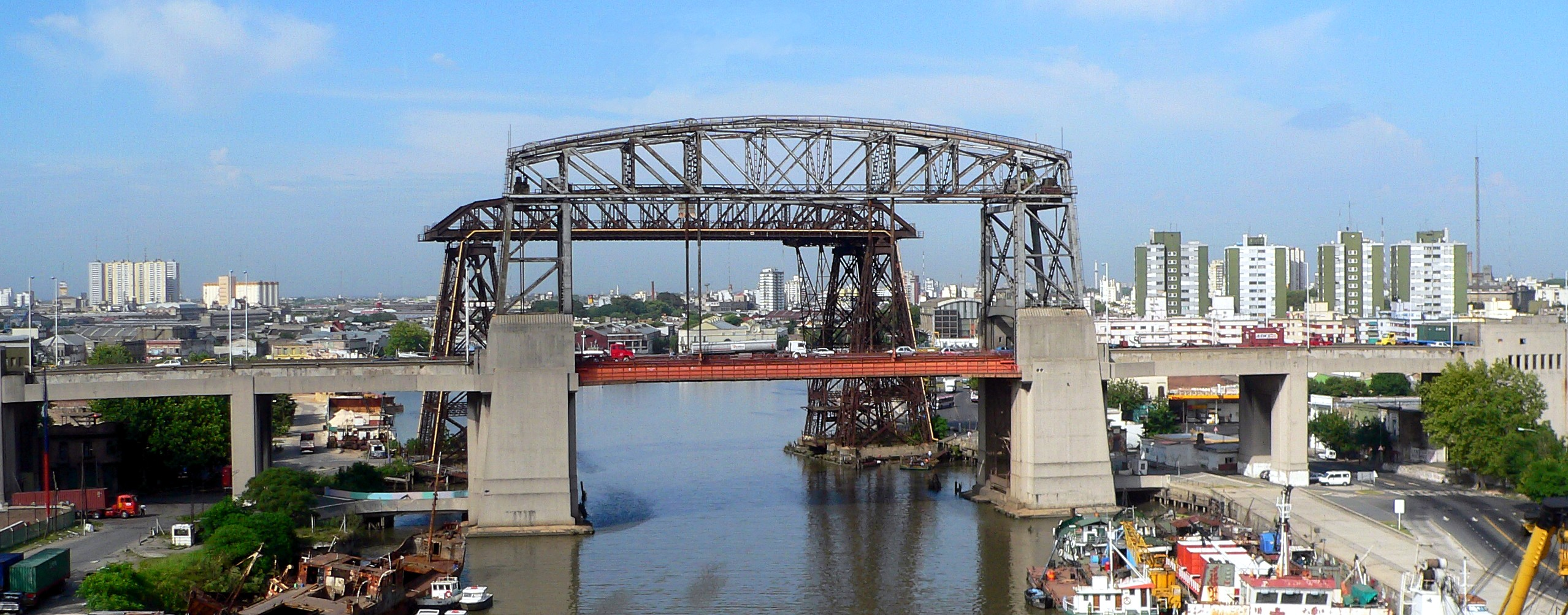
ブエノスアイレスとアベジャネーダを繋いでいるプエンテ・プエイレドン橋

大ブエノスアイレス都市圏にあり、首都ブエノスアイレス市のすぐ南に位置している。面積は55.17km2であり、2010年の国勢調査による人口は340,985人である。リアチュエーロ川がブエノスアイレス特別区とアベジャネーダ・パルティードを隔てており、両者は2本の橋で結ばれている。アベジャネーダ・パルティードの主要な通りであるミトレ通りは7月9日通りに接続しており、7月9日通りはプエンテ・プエイレドン橋でブエノスアイレスのバラカス地区とアベジャネーダ・パルティードを繋いでいる。ラプラタ川沿岸にはアベジャネーダ橋があり、ブエノスアイレスのイスラ・マシエル地区（ラ・ボカ地区の近隣）とアベジャネーダ・パルティードを繋いでいる。ラプラタ川に面し、ドック・スド、サランディ、ビジャ・ドミニコ、ウィルデに挟まれた一帯はアレア・レセルバ・シントゥロン・エコロヒコと呼ばれる湿地帯であり、現行の施設が満杯になった場合に廃棄物処理場が建設される。

## 地域
アベジャネーダ・パルティードは3つの都市と5つの地域に区分される。2001年の人口とともに記す。
| アベジャネーダ・セントロ（アベジャネーダ） | 24,000 |
| クルセシータ                               | 22,000 |
| ドック・スド                               | 36,000 |
| ヘルリ                                     | 31,000 |
| ピニェイロ                                 | 27,000 |
| サランディ                                 | 61,000 |
| ビジャ・ドミニコ                           | 59,000 |
| ウィルデ                                   | 66,000 |

## スポーツ
アベジャネーダ・セントロにはCAインデペンディエンテとラシン・クルブが本拠地を置いており、両クラブはボカ・ジュニアーズ、CAリーベル・プレート、CAサン・ロレンソ・デ・アルマグロとともにアルゼンチンのビッグ5に数えられている。インデペンディエンテのホームスタジアムであるエスタディオ・リベルタドーレス・デ・アメリカとラシン・クルブのホームスタジアムであるエスタディオ・フアン・ドミンゴ・ペロンは隣接している。サランディにはアルセナルFCが本拠地を置いており、2000年代以降に国内外でタイトルを獲得している。アルセナルのクラブカラーは水色と赤色であり、これはラシン・クルブ（水色）とインデペンディエンテ（赤色）のクラブカラーに由来する。下部リーグにはCAサン・テルモ、スポルティーボ・ドック・スド、CAビクトリアーノ・アレナスなどが在籍している。

## ギャラリー

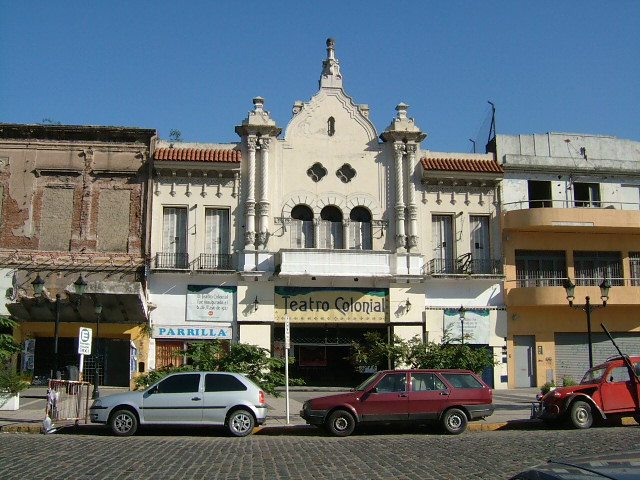
コロニアル様式の劇場
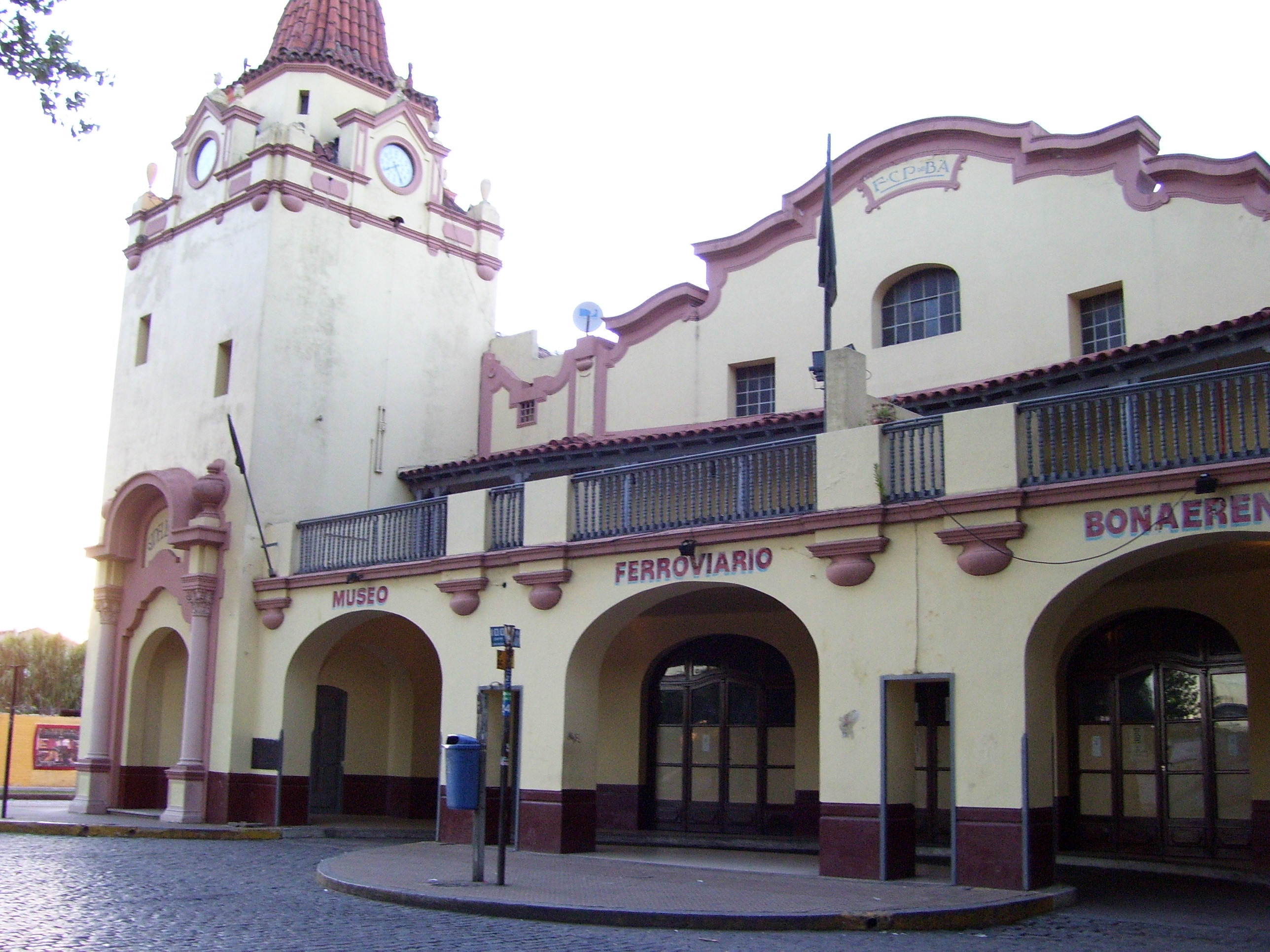
サランディにある鉄道博物館
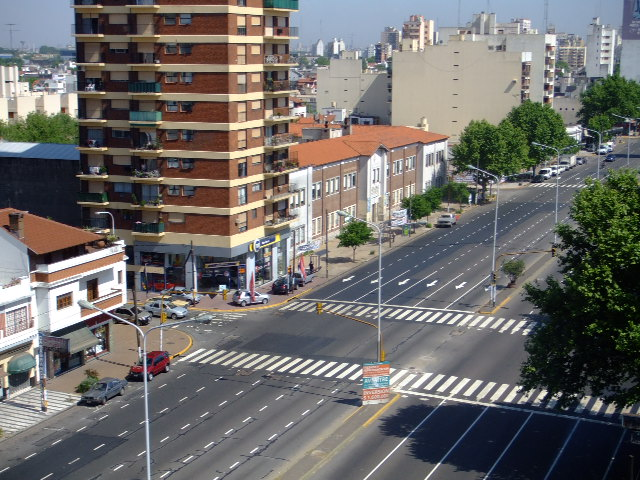
ミトレ通り
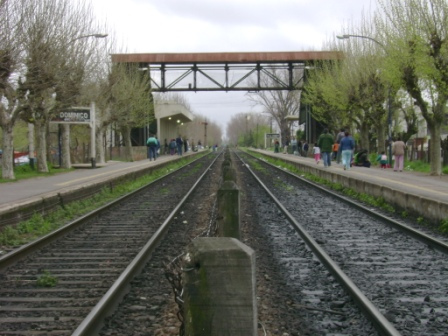
ビジャ・ドミニコ駅
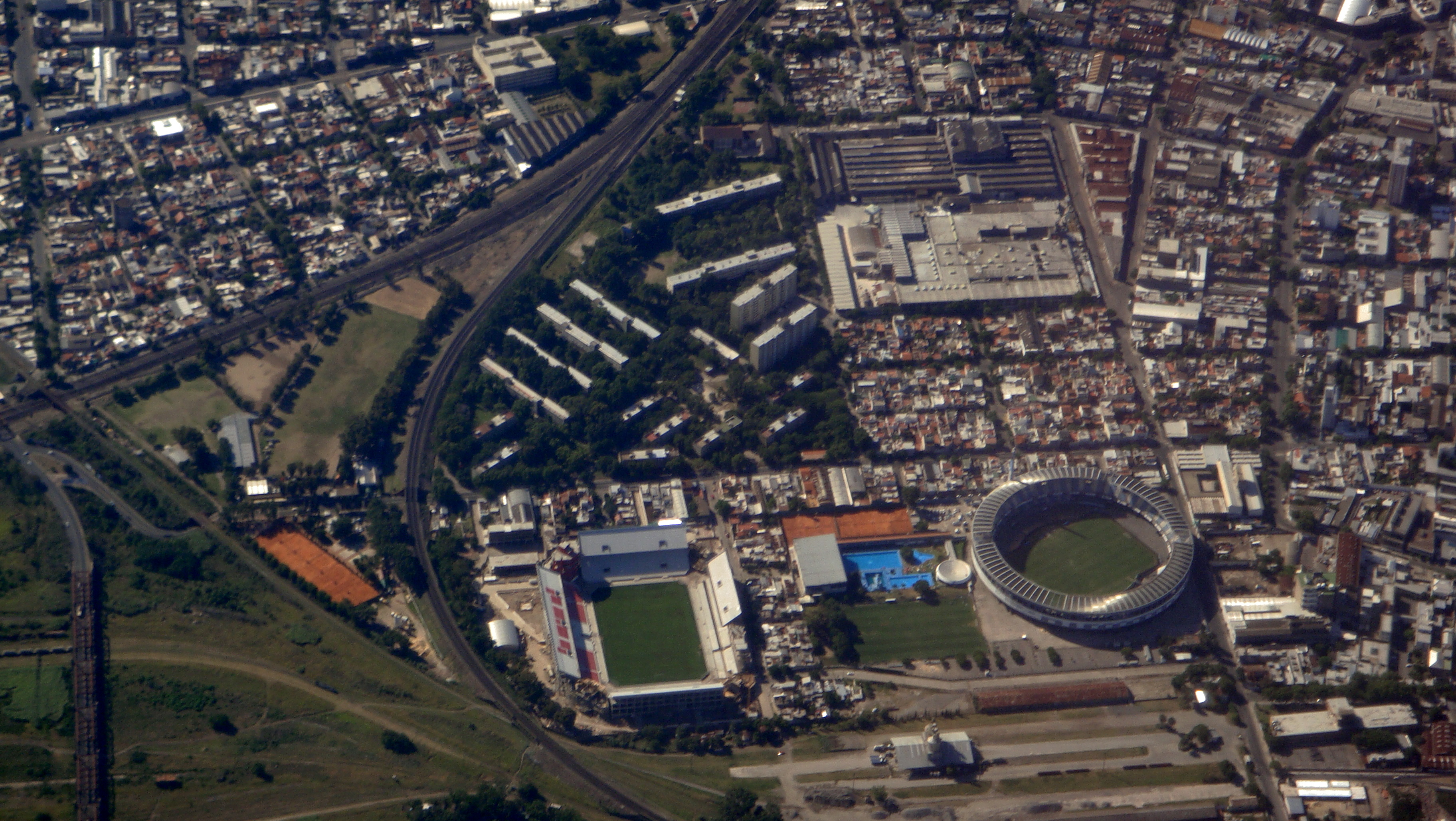
隣接するふたつのスタジアム